# 紅き月の巫女
紅き月の巫女（あかきつきのみこ）は、テーブルトークRPG(TRPG)『ナイトウィザード』のリプレイ作品。全5話のリプレイである。
リプレイの執筆はゲームマスターでもある菊池たけしが担当。イラストは石田ヒロユキ、巻頭の予告コミックやキャラクター作成のレビュー漫画をみかきみかこが担当している。
『E-LOGIN』2002年4月号から2003年8月号に掲載され、後にエンターブレインから文庫本として発売された。
『E-LOGIN』で同時連載された読者参加型ゲーム「六柱の巫女」と物語をクロスオーバーさせるという独自の企画を打ち出したり、リプレイ連載に連動してインターネットラジオ『ナイトウィザード通信』を立ち上げリプレイ出演の声優を起用したりと、『ナイトウィザード』初期の展開の中核を担った作品である。
また『ナイトウィザード』のリプレイの軸である「みこシリーズ」の第1弾にも当たる。

## 概要
2001年の初夏に菊池たけしが『E-LOGIN』の担当編集に、何かTRPGのリプレイを連載させてもらえないかと話を持ち掛けたことから企画がスタートしている。元来アダルトゲームの情報誌であった『E-LOGIN』での連載。また、リプレイのプレイヤーに声優を起用し、更にその声優をパーソナリティとしたインターネットラジオを配信するというのは当時は実現不可能とまでいわれた企画であった。
しかしながら『E-LOGIN』担当編集、プレイヤー参加した矢薙直樹や、同じくプレイヤー参加した小暮英麻が当時所属していたマウスプロモーションの担当などの協力を得て、2002年4月号からの連載が開始した。
また、文庫版『紅き月の巫女』あとがきによると『ナイトウィザード』というゲーム自体が「『E-LOGIN』で新連載されるリプレイに使える新しいゲームを作り出す」ことを目的に開発がスタートしたことが明かされている。このリプレイはナイトウィザードそのものの祖ともいうべきものなのである。（この事は姉妹作のTRPG『セブン＝フォートレス』が「砦シリーズ」リプレイの連載のために作られたゲームであるのとも共通している）

## あらすじ
輝明学園・秋葉原校に通う少年「真行寺命」はある日、夢を見た。
それは、自分が握り締めているその剣が一人の少女の胸に突き立てられている夢。
夢を見たその日の夜、彼は箒に乗って空を舞う紅い髪の少女「緋室灯」と出会う。
彼女との出会い、そして彼の持つ剣「ヒルコ」の目覚め。
呪われた運命にとらわれた少年と少女の物語……その始まりだった。

## 登場人物

### プレイヤーキャラクター
プレイヤーによって操作するキャラクター。PC。名前の横にカッコで記述されているのはプレイヤー名である。キャラクタークラスの横のレベルはリプレイ開始時のものである。
登場人物名の横に記述される人名は、単体の場合はリプレイにおけるプレイヤーを、複数表記の場合は「（リプレイにおけるプレイヤー / テレビアニメ『ナイトウィザード The ANIMATION』での演者・表記が「-」であるものはテレビアニメ未登場）」を指すものとする。
真行寺命（しんぎょうじ みこと、矢薙直樹 / - ）
キャラクタークラス : 転生者 (Lv.0)
PC番号 : PC1
陰陽師の名家である真行寺家の分家の生まれ。輝明学園秋葉原校高等部（以下、単に「輝明学園」「輝明学園秋葉原校」という場合は同校の高等部を指す）の生徒で、年齢は16歳。
クラスではいじめられっ子であり、いつも自分をかばってくれる菊田健二という先輩（男性）に恋しているという複雑な環境の少年。ウィザードとしての力は物語当初では発現しておらず、妹の望がエミュレイターに襲われた際に、真行寺家に代々伝わる剣“ヒルコ”を召喚して覚醒。ウィザードとしての戦いに嫌々ながら身を投じることになる。
「ナイトウィザード通信」のミニドラマではプレイヤーである矢薙が声を担当していた（アニメにおいても矢薙が声（寝息）を担当するはずだったが、命の声はカットされた）。
その正体は魔王アスモデートにより作られたエミュレイター側の勇者。幾度となく転生を繰り返し、世界を滅ぼすための装置である“柱”の封印を解こうとアスモデートより送り込まれたが、“柱”を封じた神によって七番目の巫女（＝緋室灯）の前世と恋仲になるように宿命づけられた結果、アスモデートを裏切り、七番目の巫女を殺すという運命に捕らわれていた。
命が菊田に恋心を抱いていたのは、その後でアスモデートが自身に惚れるように命に調整を施したためである。
アスモデートの策により命を落とすが、TISの助力によって一時的（ウィザードとしての力を使わなければ普通に一生を過ごせる程度）に復活する。その後、アスモデートを倒して長きにわたる因縁を断ち切った。だが、アスモデートを倒すために力を酷使したことで消滅までの時間が大きく早まり、灯の誕生日を祝うその前に消滅してしまう。
しかし、同じ時代の同じ人間に転生することによって「真行寺命」として再びこの世界に戻ってきた。ただし「紅き月の巫女」本編に関する記憶などは消失し、ウィザードではなくなっている（コネクション表で「ウィザードとイノセントの違いを強調して教育されている」という設定が追加されていることから、「この世界の真実」に関する知識はあるらしい）。
その後の彼の歩みについては「合わせ鏡の神子」と「聖なる夜に小さな願いを」を参照。ファンブック収録のボイスドラマでも主要キャラクターとして登場している。担当声優はプレイヤーである矢薙自身。
緋室灯（ひむろ あかり、小暮英麻 / 小暮英麻）
キャラクタークラス : 強化人間 (Lv.0)
PC番号 : PC2

ウィザードの傭兵斡旋企業「絶滅社」所属のエージェント。年齢は16歳。誕生日は本人も知らなかったが、マユリに2月15日と決めてもらった。
その正体は、世界を滅ぼすための兵器である“六本の柱”の最後の封印である「七番目の巫女」。命の死後、七番目の巫女の封印を解くことを防ぐために日本中から集められたウィザード達によって始末されかけるが、ナイトメア、マユリなどの協力で脱出。アスモデートとの最終決戦へと赴くこととなる。
使用する武器は『ナイトウィザード』を代表する武器である射撃型“箒”の「ガンナーズブルーム」。
後に「合わせ鏡の神子」にもPCとして、「黒き星の皇子」「聖なる夜に小さな願いを」でもNPCとして登場。命同様ファンブック収録のボイスドラマでも主要キャラクターとして登場している。担当声優はプレイヤーである小暮自身。
マユリ＝ヴァンスタイン（田中信二 / 明坂聡美）
キャラクタークラス : 魔術師 (Lv.0)
PC番号 : PC3
イギリスにある「ダンガルド魔術学校」に通う魔術師の少女。ドイツ人と日本人のハーフである。年齢は14歳。
師である大魔術師マーリンの特命により、世界のどこかにあるという“魔導書”を探しており、そのために輝明学園秋葉原校へと潜入している。
好きな食べ物はおむすびで、月衣の中に炊飯器とお米を常備しているほど。輝明学園では図書委員も勤めており、図書室に不法滞在しながら生活している。愛称は「マユりん」。リプレイ中、灯の料理を食べる事が出来た唯一の人物。
“魔導書”は“柱”や“ヒルコ”、巫女達について書かれた書物であった。魔導書を入手し、全ての真実を知った彼女は、師マーリンの命令にあえて背き、ウィザードに始末されようとする灯を救う。更にイギリスのストーンヘンジへと灯を誘い、そこに隠されたアスモデートの月匣への入り口を開く。そして、灯を送り出した後、開いた入り口に殺到するエミュレイターから灯を守るべくその場に残り、爆炎の中に消えた。
以上のように、いわゆる「死亡フラグを立てた」状態だったが、この時点ではあくまで生死不明なので「実は生きていた」としても問題はなかった。しかし、エンディングでナイトメア（のプレイヤー）とGMによって本当に死んでしまったかのような扱いを受けてしまい、言うなれば「世界を救った後に、PCによって殺される」ところであった。なお、最後の最後でマーリンに彼女からの報告書が届いており、生存している事はリプレイ中で判明している。
後に「白き陽の御子」（PCの一人がマユリの従兄弟という設定）にNPCとして、「聖なる夜に小さな願いを」にPCとして登場。特に後者では、命が自身の記憶にない筈のストーンヘンジの戦いを口にしたことから、アスモデートが命の身体を乗っ取っていることを看破するなど活躍した。「ナイトウィザード通信」のミニドラマでは力丸乃りこが声優を担当することが多かった。
容姿のデザインはルールブックに掲載されているサンプルキャラクターの魔術師の流用。
ナイトメア（鈴吹太郎 / 檜山修之）
キャラクタークラス : 夢使い (Lv.4)
PC番号 : PC4
フリーのウィザードとして傭兵家業を営むベテラン夢使い。本名は「鈴木太郎」。年齢は不詳。マントに身を包み、眼帯をかけ、全身レザーのボンデージファッションといういささか怪しい風体の男。そのため、他人によく変態呼ばわりされる。この服装はルールブックに掲載されているサンプルキャラクターの夢使い（マントに身を包み、スクール水着のようなものを着用した少女）をモチーフにしたものだが、プレイヤーの鈴吹太郎は初見で「変態じゃないか!」と絶句している。なお、小説「蒼き門の継承者」及び「鏡の迷宮のグランギニョル」では彼の着ている服装は後述の妻の趣味と弁明しており、変態呼ばわりされると激怒する（「蒼き門の継承者」は作品自体がパラレルワールド的な扱いではあるが）。また本リプレイEpisode05ラストのイラストではスーツにタートルネック、眼帯なしの姿で生まれた娘を抱いている。
現在は絶滅社に雇われており、任務のために灯とコンビを組み、ウィザードとして未熟である命を鍛え、防御魔法を用いて仲間を守るパーティの中核人物である。
若い頃は「死の茄子色カブトムシ」（または「クールなどどめ色のジュピター」）などという珍妙な二つ名で呼ばれ、パーティに加わってからは「夢使いの男」という意味でつけられた「ドリームマン」などと呼び名に関してはさまざまである。語尾に「どりぃ～む」（一時的に「であるしゃ～ど」だったこともある）が付く、独特の話し方をする。
また、妊娠6か月の妻（名前は花子）を抱える一家の大黒柱でもあり、自分が強いのは守るべき家族がいるからだと言い切る。しかし、エピローグではリプレイ本編開始時から10か月以上経ってようやく子供が生まれており、マユリ（のプレイヤー）に突っ込まれた。なお、妻の前ではサラリーマンを装っているようである（そのため、妻の趣味とされる普段の服装がどういう意図のものなのかは不明）。エピローグで誕生した娘には「マユリ」と名づけており、お陰で（PCの方の）マユリは死んだかのような扱いを受けてしまった。
終盤では七番目の巫女であることが判明した灯を殺すためのウィザード達の指揮を取ったが、マユリの説得と灯の意志を聞いた彼は反旗を翻し、灯を助けるためウィザード達に単独で戦いを挑む。
第3話のみ、プレイヤーの鈴吹が仕事の都合でリプレイに参加できなかったため、NPCになっている（しかも、最後に少しだけ登場するのみの出番で戦闘等には参加しない）。第2話でナイトメアが延々落ち続ける場面があったのも、そのリプレイの際に外せない仕事があったため、仕事の合間にリプレイの状況を確認して登場する必要がなければずっと落ち続けていたとの事。
後のリプレイ（「モノクロームの境界」など）やノベルなどでも、主人公たちに指導を与えるベテランウィザードとして登場することが多い。
「ナイトウィザード通信」のミニドラマでは命のプレイヤーの矢薙が声を担当していた。なお、鈴吹は「The ANIMATION」のナイトメアを「自分の中でナイトメアのイメージはアニメ版に差し変わっている」と発言するほど檜山の演技を絶賛し、「アリアンロッド・サガ」のCDドラマを製作する際にも、自身のPCであるナヴァールの役者として檜山を指名している。

### ノンプレイヤーキャラクター
GMが操作するキャラクター。NPC。
真行寺望（しんぎょうじ のぞみ）
真行寺命の妹。年齢は14歳。いつも学校をサボろうとする命を心配している。
彼女がエミュレイターに襲われたことが命のウィザードへの覚醒のきっかけとなる。誕生日は2月14日。
実は、世界を滅ぼすための兵器“柱”を司る六柱の巫女の一人、第六柱<冥>の巫女である。

菊田健二（きくた けんじ）
命の先輩。輝明学園秋葉原校の図書委員長も勤める。いじめられていた命の心の支えであったり、図書室に寝泊りしているマユリにも寛大な態度で接したりとなかなかの好人物。
名前の元ネタはGMである菊池たけしであり、「菊田家（きくたけ）の健二」というギャグであった。
その正体は裏界の魔王の一人、アスモデート。とある魔王と「世界をどちらが先に手に入れるか」という賭けをしており、そのために世界を滅ぼすことができる“柱”の封印を解こうと何千年も前から画策していた。ちなみに賭けをしていた「とある魔王」は、リプレイ「星を継ぐ者」や「フレイスの炎砦」に登場した魔王ディングレイである。

ゆうか
命がある日偶然出会った少女。その時に命と「また遊ぼう」と約束するが、命はとある事情により彼女との約束を果たせなかった。
彼女の正体は第八世界ファー・ジ・アース（地球）の観察者であるTIS（ティス）。命に約束を破られたと思った彼女は、六柱の巫女の影を使って命達を襲ってしまう。だが、リプレイ後半でストーリー破綻が発覚し、それに伴い設定改変が行われたため、その回でのセリフと伏線が無意味になってしまっている。
なお、ゆうかの世話役兼護衛役として登場しているメイドの世良ナオミは異世界の天使セラであり、「紅き月の巫女」連載以前に『E-Login』に連載されていた読者参加ゲーム「エイスエンジェル」のキャラクターである。彼女がどのような経緯で地球にやってきてゆうか＝TISの世話役となったかはこのリプレイでは語られていない。

御門霧花（みかど きりか）
陰陽師の名家、御門一族の秘蔵っ子と呼ばれる娘。読者参加ゲーム「六柱の巫女」ではウィザードとエミュレイターに狙われ、奪われる対象として位置づけられている第五柱<天>の巫女。エミュレイターにさらわれていたところを灯達に助けられ、以来彼女達と親交を持つことになる。

どんぺり
灯のペットであるフェレット。灯にとっては数少ない心を許せる友達である。詳細は記事「緋室灯#どんぺり」を参照。
フェレットなのでセリフはない（マユリが気持ちを代弁した事はある）が、日常シーンの要所要所に登場する今作のマスコットキャラクターである。しかし、物語後半で命の手品によってヒルコでテーブルごと真っ二つにされてしまい、そのまま本編中では二度と登場しなかった。のちに「合わせ鏡の神子」後半にて生存が明かされている。

### その他の登場人物・用語など
絶滅社
世界規模で活躍する傭兵斡旋企業。社会の影で行われているウィザードとエミュレイターとの戦いにもウィザード陣営に参加しており、戦闘訓練を受けたウィザードたちを戦線に派遣している。また、魔法の素質がない人間もエミュレイターと戦える「強化人間」に改造する技術を持つ。しかし、強化人間になった者は情緒が不安定になることが多い。
目的のためなら手段を選ばず、さらには大を救うために小を切り捨てることも辞さない冷徹な組織でもある。そのため後のリプレイでは「融通の効かない組織」「敵より厄介な味方」という立ち位置で描かれることが多い。
灯とナイトメアが絶滅社に所属しており、このリプレイでは絶滅社とPCたちとの微妙な利害関係が強く描かれている。

柱
ウィザードとエミュレイターたちが奪い合いをしている「六柱の巫女」の存在に深く関係しているのが“柱”と呼ばれるモノである。ほとんどのウィザードたちは「六柱の巫女」がどのような力を持つ者なのかも知らされず、世界魔術師協会のアンゼロットの号令により「六柱の巫女」争奪戦に参加していた。
柱とは裏界の魔王アスモデートが自らの力の大部分を使って数千万年前に作り出した巨大な爆弾である。全長数kmに及ぶ巨大な角柱状の物体で、これを衛星軌道上から落とすことによって地球に大破壊をもたらし、その余波で世界結界を消滅させることができる。数千万年前は地球の管理神である幻夢神の現し身であるTISにより柱を破壊することができたが、TISもまた力のほとんどを失ってしまった。砕かれた柱に込められていたアスモデートの膨大な魔力は6つに分断され、人間の魂に封じられた。「六柱の巫女」とはその柱の魔力を封じられた魂を持った人間の転生者たちである。読者参加ゲームの結果「六柱の巫女」のうちリプレイ本編に出てこなかった全ての巫女がエミュレイター側に渡るという最悪の展開になり、そのタイミングでアスモデートは本編リプレイで霧香と望を捕らえ、巫女たちに込められた魔力を使って“柱”を復活させるに至った。
後に「聖なる夜に小さな願いを」でヒルコと共にアンゼロット宮殿の「禁忌の保管庫」に封じられていたことが判明。命を乗っ取って復活したアスモデートに奪回されたことがきっかけで、第二次古代神戦争がファー・ジ・アースへ波及する事となる。

ヒルコ
真行寺家が代々継承している護り刀。兄妹である真行寺命と真行寺望は、近い将来、どちらが剣の正統な所有者になるかを殺し合いで決定しなくてはならないという掟があり、命は来るべきその日を恐れ、殺すことになるかもしれない妹に距離を置いていた。そもそもは一つの剣であり、命（の前世達)以前の所有者のエミュレイター……つまりアスモデートの剣であったが、彼が封じられた際、力諸共二つの剣に分けられた。それぞれの詳細は以下を参照。
闇のヒルコ
真行寺家で継承されている側のヒルコ。魔王の影響をより強く受けている。命にとっては忌避すべき対象であったが、第1話で望と菊田がエミュレイターに襲われたときに力を求めてウィザードに覚醒。それ以降、否応なくヒルコを使うことを強いられるようになる。
ゲームデータとしては命のクラスである転生者が所有できるアイテム、《遺産》の一つである。
本来はエミュレイター側の勇者である真行寺命（の前世）が持っていたエミュレイターのための武器である。また、“柱”を解放させるための鍵の役割を持ち、隠された存在である「七番目の巫女」をヒルコによって貫くことで柱の封印は完全に解ける。この事実が判明したことで、リプレイ後半はエミュレイターだけでなく、ヒルコに貫かれる前に七番目の巫女である灯を先に始末しようと、ウィザード陣営までもがPCの敵に回ることとなった。
命が一時死亡した際にアスモデートの手に渡り、彼諸共破壊された。そして本作終盤の命の消滅により失われたと思われていたが、「合わせ鏡の神子」で命の存在と融合していたことが判明し、柊蓮司の手に渡る。『セブン＝フォートレス』リプレイ「シェローティアの空砦」において柊の魔剣が箒に改造される際に分離され、アンゼロット宮殿で保管されていたが、「聖なる夜に小さな願いを」で復活したアスモデートに強奪され、同リプレイのエンディングで再び命の手に渡っている。ちなみに命と望が殺し合いをしなくてはならないという掟がどうなったのかは不明。
光のヒルコ
アスモデートとの最終決戦において、命の力が生み出したもう一つのヒルコ。「闇のヒルコ」がエミュレイターのための武器だとすれば、こちらは本質からしてウィザードのための武器と言える。
闇のヒルコの対とも言える存在であるが、力の性質は正反対。また、両刃剣である闇のヒルコに対し、こちらは片刃の、いわば刀に近いフォルムを持つ。ゲームデータとしては《遺産》の一つ。
実体を持ってはいるが本質は命の力によって再現された、いわば写し身である。そのため、アスモデート撃破に際して闇のヒルコが砕けたことにより、光のヒルコもまた消滅した。
その後のリプレイでは光のヒルコに関しては触れられていなかったが、「聖なる夜に小さな願いを」で闇のヒルコと融合していたことが判明。ラビリンスシティでの戦いでアスモデートは奪い取ったヒルコを光と闇の二刀に分離し（アタッカーの特殊能力「ツインウェポン」の表現）、命をアスモデートから解放しようとする赤羽くれはらを苦しめた。アスモデートが再び倒された後、命は一刀で戦っているが、二刀が再融合したかは明言されていない。

## みこシリーズ
『紅き月の巫女』は、TRPGの冬の時代以降に、TRPG専門誌以外でのリプレイ長期連載を復活させた初めての作品でもある。そのため、『ナイトウィザード』ルール第一版では『紅き月の巫女』以後も「TRPG専門誌以外での長期連載リプレイ」を実現しつづけることに非常にこだわった作品であった。
事実、『紅き月の巫女』以後も『ナイトウィザード』は雑誌連載リプレイを4つまで続けることができ、それら連載リプレイのシリーズはすべてタイトルに「みこ」の字が添えられた。これをみこシリーズと呼ぶ。連載媒体であった『E-LOGIN』の休刊でみこシリーズ雑誌連載の目が絶たれたと思われていたが、一年の空白期間を後に『マジキュー』でみこシリーズの連載を再会させている。みこシリーズはマジカル・ウォーフェアなどで設定はつながっているものの、ストーリー上のつながりは薄いのでそれぞれ単独で楽しむことができる（ただし、シリーズ完結編である「合わせ鏡の神子」についてはそれまでの『ナイトウィザード』リプレイの知識が若干必要となる）。
1. 紅き月の巫女　（『E-LOGIN』にて2002年4月～2003年8月連載。通称「あかみこ」）
2. 黒き星の皇子　（『E-LOGIN』にて2003年9月～2003年12月連載。通称「くろみこ」）
3. 白き陽の御子　（『マジキュー』にて2005年1月～2005年9月連載。通称「しろみこ」）
4. 合わせ鏡の神子　（『マジキュー』にて2006年1月～2006年8月連載。通称「あわせみこ」）

通称については味噌の種類のパロディである。全てのみこシリーズに共通することに、GMと著者が菊池たけしであることと、プレイヤーに矢薙直樹と小暮英麻が参加していることがある。
なお、『マジキュー』は2007年6月をもって事実上廃刊（編集部自体は存続している）しており、『ナイトウィザード The 2nd Edition』についてはTRPG専門誌以外でのリプレイ長期雑誌連載は途絶えている。しかし、ファミ通文庫のwebサイト「FB online」において「モノクロームの境界」「蒼穹のエンゲージ」といった複数のリプレイ掲載が行われている。

## 表紙とページ数について
文庫版『紅き月の巫女』の表紙イラストは、主人公であるはずの真行寺命の姿が背景にまぎれるほど小さく地味に描かれてしまっているという奇妙なものになっている。
文庫版は当初上下巻に分かれる予定で、上巻の表紙イラストは緋室灯を中心に彼女に関連する人物たちを描き、下巻の表紙イラストは命を中心に彼に関連する人物たちを描く予定だった（このデザイン手法は『セブン＝フォートレス』のリプレイである「フレイスの炎砦」「ラ・アルメイアの幻砦」の文庫版と同じである）。しかし、エンターブレインの営業的判断で急遽分冊が中止されたため、本来上巻の表紙となるべきイラストの余ったスペース（灯の構えるガンナーズブルームの砲身の下とマユリ＝ヴァンシュタインの間）に無理やり命を混ぜ込む事態になった。
なお、分冊予定であった作品を一冊に無理やりまとめてしまったために、今作は文庫リプレイ史上最も厚い540ページを超える大作となってしまっている。「中学生がお小遣いで買える価格を」と考えていた菊池たけしが、独自に編集者にリサーチしたところ「1200円～1300円はするのではないか」という答えが返ってきたという。最終的には840円という価格でリリースすることができた。

## 六柱の巫女
『六柱の巫女』は、『紅き月の巫女』連載と連動して『E-LOGIN』で連載されていた『ナイトウィザード』の読者参加ゲーム。世界中に存在する5人の「柱の巫女」をエミュレイターとウィザードが奪いあうというゲームであり、読者はエミュレイター陣営もしくはウィザード陣営のどちらにつくかを選んでハガキを出す。
連載は奇数月に行われており、毎回の展開はリプレイのストーリーに多少影響している。リプレイ本編では5人の巫女のうち御門霧花しか出てこないが、文庫版『紅き月の巫女』では5人全員の詳細なプロフィールが付録として掲載されている。
なお、『六柱の巫女』の連載中にエミュレイター側の陣営の指導者として「暗黒の太陽イクスィム」と名乗る謎の女性があらわれ、それに対応するかのようにウィザード側の陣営にこの世界の守護女神である「真昼の月アンゼロット」が降臨するという展開が発生し、『超女王様伝説 セント★プリンセス』に参加していた昔からの菊池たけしファンを大きく驚かせたという逸話がある。

## マジカル・ウォーフェア
『紅き月の巫女』および『六柱の巫女』は『ナイトウィザード』や『セブン＝フォートレス』のいくつかのリプレイをつなぐ大河物語「マジカル・ウォーフェア」の一編でもある。
今回の物語の中核である「六柱の巫女」であるが、彼女らはただ世界を破壊するかもしれない危険な存在というわけではない。彼女らが転生とともに受け継ぐ巫女の魂は、アスモデートに限らずあらゆる災厄を魂に吸収して封印することができる力を持つのである。そのため、数百年に一度くらいの頻度である「大きく世界結界がゆらぐような事件」があったとき、巫女のうちの一人が覚醒し、その災厄という名の「非常識｣を吸収し世界結界のできる限りの安定化を図っていた。これを「柱システム」と呼ぶ。しかし、200X年の魔王ベール＝ゼファーによるダンガルト魔術学校襲撃が起こる。このときにベール＝ゼファーが奪った十字架こそが世界結界の「鍵」であり、ベール＝ゼファーはこれを使って世界結界を開けようとする。事実、この時に一瞬であるが世界結界は消えてしまった。世界結界は「六柱の巫女」の力により修復されたが、それ以降、魔王たちは現し身を自由に人間界に送り込む技術を手に入れたのである（シナリオ「魔術師が多すぎる」）。このとき、世界結界を完全修復するという大偉業をなしとげるために「柱システム」が起動し、「六柱の巫女」全員が覚醒することになった。「六柱の巫女」全員の覚醒はアスモデートの“柱”の復活の条件を整えることを意味し、世界の危機が発生したことを意味する。こうして、ウィザードとエミュレイターによる巫女の奪い合いを再現した読者参加ゲーム『六柱の巫女』が開始されたのである。
『紅き月の巫女』および『六柱の巫女』は200X年の4月から始まり翌年2月まで続く物語である。この一連の物語はマジカル・ウォーフェアの中でもかなり大きな事件となっている。魔王アスモデートの陰謀を撃破したことはマジカル・ウォーフェアにおける魔王勢力の行動を大きく減退させることになった。この勝利に乗って2月中旬から3月末にかけて人類陣営の怒涛の逆襲が始まることになる（『合わせ鏡の神子』、『ナイトウィザード The Animation』）。また、『紅き月の巫女』第2話（の灯とマユリが霧花を救出に行く場面）は『フレイスの炎砦』第6話でも描かれており、同時に起こった出来事という事が分かる。

## 作品
- 紅き月の巫女（ISBN 4-7577-1637-0 / 文庫/ エンターブレイン刊）